# Ilse Friedleben
Ilse Friedleben, née Ilse Weihermann le 2 septembre 1893 à Francfort et morte en décembre 1963 à Londres, est une joueuse allemande de tennis.

## Biographie
Ilse Friedleben a été la première joueuse allemande des années 1910 jusqu'au milieu des années 1920. Elle a remporté six championnats d'Allemagne de 1920 à 1926, à l’exception de celui de 1925, remporté par Nelly Neppach. La jeune Cilly Aussem met fin à cette série victorieuse en 1927.
En 1927, la Fédération internationale de tennis lève la suspension des joueurs allemands qui était jusqu'alors bannis des compétitions internationales. Elle participe ainsi aux Internationaux de France où elle fait partie des favorites. Elle est cependant battu en huitième de finale par la future vainqueur Kea Bouman. Elle échoue au même stade de la compétition en 1929 et 1930.
En 1933, à 39 ans, elle était toujours la troisième joueuse allemande.
Issue d'une famille juive, l'arrivée du nazisme au pouvoir en 1933 la contraint de se retirer des courts. Elle choisit d'émigrer en Suisse puis en Angleterre en 1938 et devient professeur au Selsdon Park Hotel.

## Parcours en Grand Chelem (partiel)
Si l’expression « Grand Chelem » désigne classiquement les quatre tournois les plus importants de l’histoire du tennis, elle n'est utilisée pour la première fois qu'en 1933, et n'acquiert la plénitude de son sens que peu à peu à partir des années 1950.

### En simple dames
| Année | Championnat d'Australie | Championnat d'Australie | Internationaux de France | Internationaux de France | Wimbledon       | Wimbledon     | US National | US National |
| ----- | ----------------------- | ----------------------- | ------------------------ | ------------------------ | --------------- | ------------- | ----------- | ----------- |
| 1927  | -                       | -                       | 3e tour (1/8)            | Cornelia Bouman          | 2e tour (1/32)  | E. Harvey     | -           | -           |
| 1929  | -                       | -                       | 3e tour (1/8)            | Simonne Mathieu          | 1er tour (1/64) | Dorothy Round | -           | -           |
| 1930  | -                       | -                       | 3e tour (1/8)            | Lilí Álvarez             | -               | -             | -           | -           |

À droite du résultat, l’ultime adversaire.

### En double dames
| Année | Championnat d'Australie | Championnat d'Australie | Internationaux de France     | Internationaux de France    | Wimbledon                   | Wimbledon               | US National | US National |
| ----- | ----------------------- | ----------------------- | ---------------------------- | --------------------------- | --------------------------- | ----------------------- | ----------- | ----------- |
| 1927  | -                       | -                       | 2e tour (1/8) Nelly Neppach  | Josane Sigart Yvonne Sigart | -                           | -                       | -           | -           |
| 1929  | -                       | -                       | 2e tour (1/8) Von Reznicek   | E. Bennett P. Holcroft      | 2e tour (1/16) Mettenheimer | P. Saunders P. Holcroft | -           | -           |
| 1930  | -                       | -                       | 1er tour (1/16) Von Reznicek | Ida Adamoff Simone Amaury   | -                           | -                       | -           | -           |

Sous le résultat, la partenaire ; à droite, l’ultime équipe adverse.

### En double mixte
| Année | Championnat d'Australie | Championnat d'Australie | Internationaux de France    | Internationaux de France | Wimbledon | Wimbledon | US National | US National |
| ----- | ----------------------- | ----------------------- | --------------------------- | ------------------------ | --------- | --------- | ----------- | ----------- |
| 1929  | -                       | -                       | 1er tour (1/32) Karl Wetzel | Edith Cross Wilbur Coen  | -         | -         | -           | -           |
| 1930  | -                       | -                       | 1/4 de finale Daniel Prenn  | E. Bennett Henri Cochet  | -         | -         | -           | -           |

Sous le résultat, le partenaire ; à droite, l’ultime équipe adverse.